# SSSPM J1549-3544
SSSPM J1549-3544 (2MASS J15484023-3544254) és un estel a la constel·lació del Llop, amb un gran moviment propi.
El gran moviment propi d'SSSPM J1549-3544 va ser descobert el 2003 en un estudi de les imatges preses per SuperCOSMOS Sky Surveys i pels estudis 2MASS i DENIS en l'infraroig proper. Inicialment ho,m va pensar que SSSPM J1549-3544 era una nana blanca freda, amb una temperatura efectiva inferior a 4.500 K, situada a 4 parsecs de distància, sent la nana blanca d'aquestes característiques més propera al sistema solar.
No obstant això, posteriors estudis espectroscòpics semblen indicar que SSSPM J1549-3544 és en realitat una estrella subnana de tipus espectral sdK5 molt pobre en metalls. El seu moviment a través de l'espai és característic d'un estel de l'halo travessant a gran velocitat les rodalies del Sistema Solar. Assumint que, per ser una subnana, la seva magnitud absoluta pot estar dues magnituds per sota del d'una nana taronja de tipus K5 de la seqüència principal, la seva distància respecte al Sistema Solar pot ser de 372 anys llum. Donada la incertesa en la seva distància, podria estar entre els estels més ràpids trobats fins ara.